# Der Aa-kerk
Der Aa-kerk, auch die A-kerk genannt, ist ein Kirchengebäude im Zentrum der Stadt Groningen. Sie ist neben der Martinikerk das wichtigste erhaltene mittelalterliche Kirchengebäude der Stadt. Vom Fischmarkt aus gesehen thront die Kirche, am Akerkhof gelegen, hoch über der Korenbeurs (Kornbörse).

## Name
Es gibt etwas Verwirrung über den genauen Namen der Kirche, welche die meisten Einheimischen als A-kerk kennen. Ursprünglich hieß sie die Kirche Unserer Lieben Frau zur Aa. Nach der Reformation hatte die Kirche unterschiedliche Namen: Ter Aa-kerk, Dra-kerk, Der Aa-kerk und A-kerk. Nach der Restaurierung der Kirche, die im Jahr 1982 abgeschlossen wurde, entschied man sich, den Namen offiziell auf „Der Aa-Kerk“ festzulegen. Der Name bezieht sich auf die in der Nähe fließende Drentsche Aa, die ein Teil des Diepenrings ist, des Groninger Grachtengürtels. Die Umgebung der Kirche, insbesondere die Straße von der Aa zum Grote Markt, ist wahrscheinlich der älteste Teil Groningens. Die Vorsilbe der wird nicht von allen als authentischer Teil des Namens betrachtet. Laut Jan van den Broek ist das der in beispielsweise in der Akercke, van der Akercke oder totter Akercke der erstarrte Dativ des weiblichen Artikels die und das Sprechen von die der Aa-Kerk somit grammatisch nicht korrekt.

## Maße
Die Der Aa-kerk hat einen Chor, ein Schiff und eine Sakristei. Der Chor beträgt 500 m² (20 × 25 Meter), das Schiff 625 m² (25 × 25) und die Sakristei 30 m², insgesamt also 1155 Quadratmeter. Die Breite der Kirche beträgt 25 Meter und die Länge von Chor und Schiff zusammen 50 Meter, aber die Gesamtlänge der Kirche (inklusive Turm) beträgt 60 Meter. Die Höhe des Turms der Aa-kerk beträgt 76 Meter, die Höhe der Gewölbe 26 Meter.

## Geschichte

### Mittelalter
Ursprünglich stand hier eine Kapelle, die Sankt Nikolaus und Maria gewidmet war. Sankt Nikolaus war der Schutzpatron der Seeleute, die in der Nähe mit ihren Schiffen anlegten. Die Kapelle erhielt im Jahr 1247 den Status der Pfarrei und den Namen Unsere Liebe Frau zur Aa.
Groningen entstand in zwei „Kluften“ oder Vierteln. Ein Kern war um den Präfektenhof und die Walburgkerk angesiedelt, der auf das Regieren und den Landbau ausgerichtet war. Der andere Kern lag um die Aa-kerk und beheimatete Fischer und Händler. Dieser zweite Kern soll ursprünglich friesisch gewesen sein. Laut der Überlieferung befand sich darin bis ins 16. Jahrhundert ein Bild Karl des Großens mit einer Unterschrift, die sich auf die von ihm verliehene Friesische Freiheit berief.
Die Kapelle wurde diverse Male umgebaut, bis dort im 15. Jahrhundert (1425–1495) eine Kreuzkirche aus Ziegelsteinen stand. Die Kirche wurde danach noch verschiedene Male geändert in Folge von Beschädigungen durch Krieg (Reformation, Bommen Berend) und Blitzschlag (1671) und den daraufhin benötigten Reparaturen.
Andere mittelalterliche Kirchen sind die Pelstergasthuiskerk und die Pepergasthuiskerk. Abgerissene mittelalterliche Kirchengebäude in der Stadt sind beispielsweise die Sint-Walburgkerk und die Broerkerk.

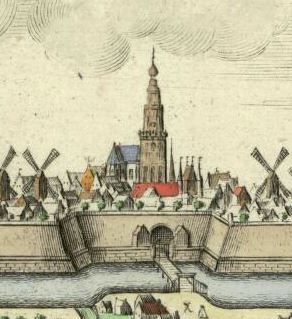
Die A-kerk mit dem Turm mit hölzerne Spitze, die 1672 erbaut wurde und 1710 einstürzte. Im Vordergrund der Aapoort.

### Drei aufeinanderfolgende Türme
Bilder der Belagerung durch Bommen Berend im Jahr 1672 zeigen, dass die Der Aa-kerk, die sich innerhalb der Reichweite der Münsteraner Kanonen befand, ihre Turmspitze verloren hat. Dies lag allerdings nicht am Bombardement, sondern an einem Sturm im Jahr 1671, bei dem auch der Martiniturm getroffen wurde, den man allerdings vor vollständiger Zerstörung hatte retten können. Nach der Befreiung wurde eine neue hölzerne Turmspitze gebaut.
Am 23. April 1710 stürzte der Turm spontan ein. Es gab zwei Todesopfer zu betrauern. Der Frankfurter Bürgermeister Zacharias von Uffenbach, der in Groningen zu Besuch war, schreibt in seinem Tagebuch, dass er während er die Aussicht vom Martiniturm genoss, plötzlich bemerkte, dass der Turm der Aa-kerk verschwunden war:

„Ein gewaltiges Geschrei erfüllte die Luft. Auf den Ruinen der Kirche sitzen die Frauen, weinend wie früher die Israelis an den Wasserbächen Babylons“

1711 wurde mit dem Bau eines neuen Turms begonnen. Hierfür wurde das Schiff etwas verkürzt. Der Turm erhielt im Jahr 1714 drei Barockglocken, gegossen von J. Crans uit Enckhuysen. Sie klingen in den Tonhöhen b0, d1 und f1, die Durchmesser betragen in derselben Reihenfolge: 175 cm (3340 kg), 136 cm (1640 kg) und 112 cm (870 kg). Im 20. Jahrhundert wurde die Kirche einige Male restauriert, zuletzt im Jahr 1982.

### 20. Jahrhundert
In den Jahren nach dem Krieg nahm die Anzahl der Gläubigen in Groningen stark ab, in der Folge verwahrloste das Gebäude zunehmend. Der Chor wurde sogar einige Jahre als Fahrradparkplatz benutzt.
Der Turm war, wie die meisten Kirchtürme, seit dem Anfang der 19. Jahrhunderts Eigentum der Regierung und wurde somit relativ gut gewartet.
Bei einer großen Restaurierung der Kirche und des Turms im Jahr 1982 wurde das Farbschema des Turms, weichgrau und blau, auffällig geändert. Die Architekten entschieden sich für eine historische Rekonstruktion und ließen Teile des Turms ockergelb streichen.
Das Gebäude wird nicht mehr als Kirche genutzt, sondern vor allem für Konzerte, Tagungen und andere Veranstaltungen, wie beispielsweise das Noorderlicht Fotofestival.

## Orgeln

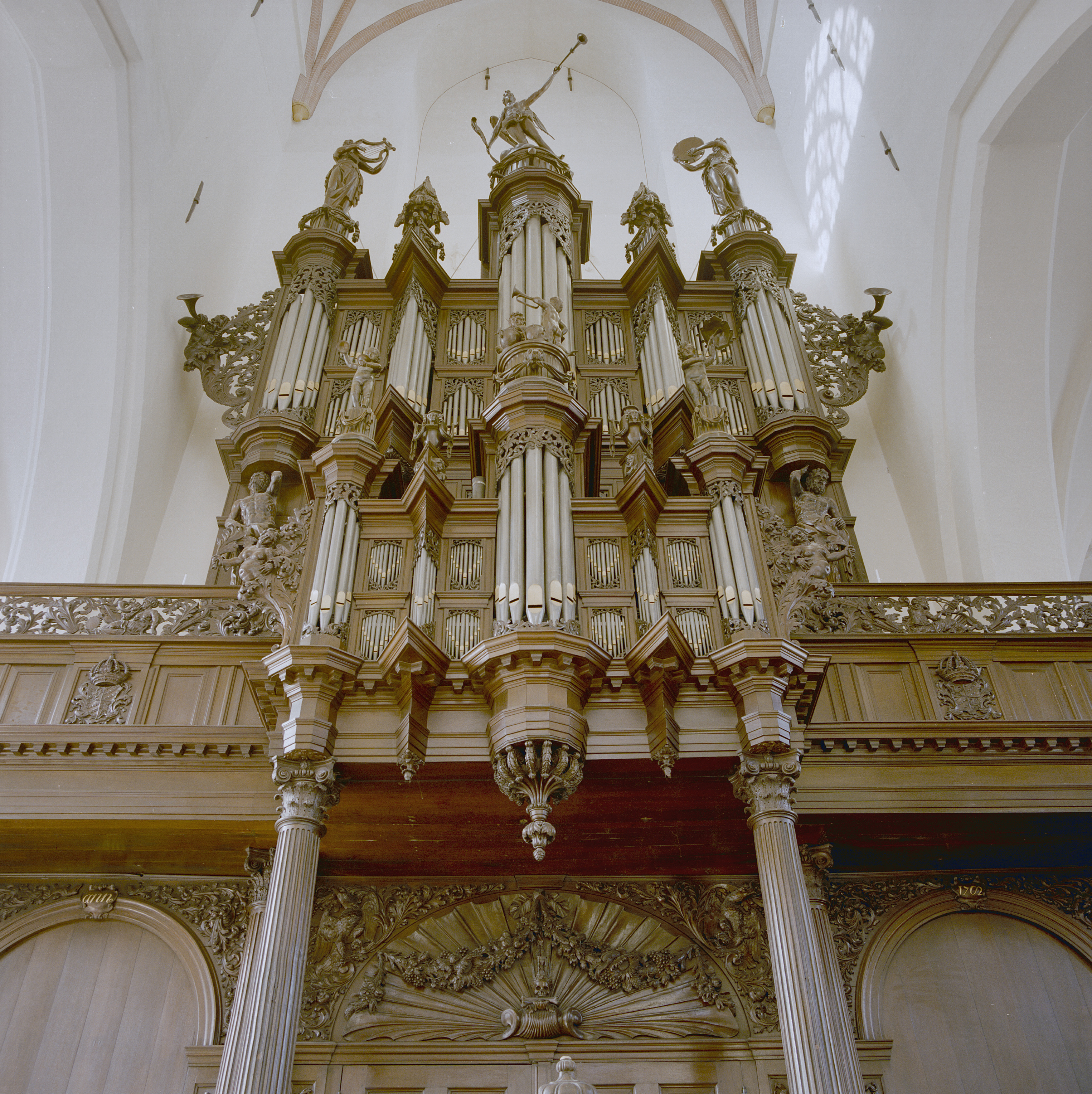
Schnitger-Orgel

Die Orgel von Arp Schnitger stammt aus dem Jahr 1702 und steht seit 1815 in der Der Aa-kerk, hatte aber mindestens drei Vorgänger. Archivdateien belegen, dass die Kirche bereits im Jahr 1475 eine Orgel hatte und dass im Jahr 1558 mit dem Orgelbauer Andreas de Mare ein Vertrag zur Erneuerung des Instruments abgeschlossen wurde. Es ist nicht bekannt, ob es sich in beiden Fällen um dieselbe Orgel handelt. Möglicherweise verarbeitete Theodor Faber, der im Jahr 1654 den Auftrag erhielt, eine neue Orgel anzufertigen, Teile des alten Instruments in der (nicht mehr existierenden) Orgel, die er 1658 für die Hervormde Kerk in Coevorden baute.
Faber-Hagerbeerorgel
Die Wahl fiel auf Faber, weil der Kirchenvogt beeindruckt war von der (noch immer existierenden) Orgel, welche dieser Autodidakt für die Jacobuskerk in Zeerijp gebaut hatte. Als er im Jahr 1659 starb, war seine Orgel noch nicht fertiggestellt, und somit hat der Amsterdamer Orgelbauer J.G. van Hagerbeer das Instrument letztendlich vollendet. Es wurde 1667 eingeweiht, funktionierte aber gerade einmal vier Jahre lang. Am 1. Mai 1671 ging sie verloren, als der Kirchturm durch einen Blitzeinschlag Feuer fing und auf die Orgel stürzte.
Erste Schnitger-Orgel
Es war danach Arp Schnitger, der 1697 eine neue Orgel lieferte, seine größte in den Niederlanden, aber auch diese konnte nicht lange bestehen. Beim Einsturz des Turms im Jahr 1710 ging sie verloren.
Zweite Schnitger-Orgel
Nachdem die Kirche hundert Jahre ohne Orgel bestanden hatte, gestattete König Wilhelm I. 1814 eine andere Schnitgerorgel, das Exemplar aus 1702 aus der Broerkerk, umzusetzen. Dies geschah im Jahr 1815 durch J.W. Timpe, der sie der Situation in der Der Aa-kerk anpassen musste. Timpe hat im Jahr 1830 erneut Änderungen durchgeführt: Er ersetzte das Brustwerk durch ein neues Oberwerk. Im Jahr 1857 erhielt P. van Oeckelen die Aufgabe, die Orgel drastisch umzubauen, wodurch das Hauptwerk von neun auf dreizehn Register erweitert wurde.
Am 14. Oktober 2011 wurde die Orgel nach jahrelanger Restaurierung wieder in Gebrauch genommen. Sie ist, ebenso wie die Kirche, ein Rijksmonument.
Transeptorgel
Neben der Schnitger-Orgel hat die Der Aa-kerk noch die (nicht funktionierende) „Bolswarder Orgel“ aus 1539. Diese wurde möglicherweise von Hermann Raphael Rodensteen für die Martinikerk in Bolsward gebaut und im Jahr 1635 in die Broerekerk umgesetzt. Nach diversen Änderungen und Umzügen gelangte sie in die Groninger Martinikerk. Als die Aa-kerk restauriert wurde, entdeckte man Befestigungslöcher für eine Orgel im südlichen Schiff. Dort muss sich also eine kleine Orgel befunden haben. Man machte sich auf die Suche nach einem passenden Instrument, das nun seit 1991 in der Der Aa-kerk hängt. Vorläufig ist es ein leeres Orgelgehäuse ohne Innenwerk, aber es gibt Pläne, die Orgel zu rekonstruieren.

## Bilder

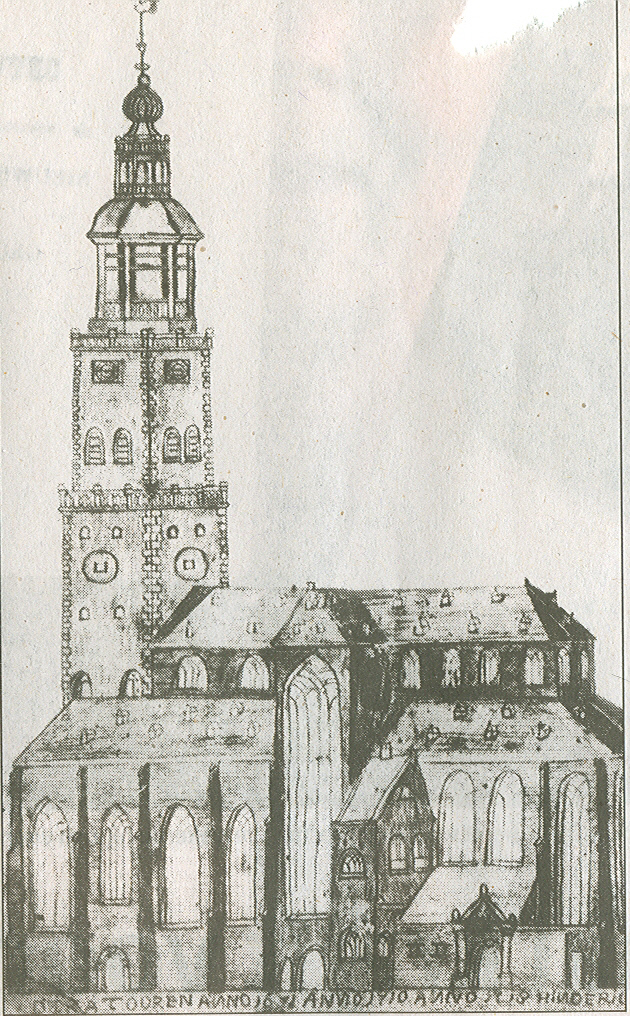
Der Aa-kerk im Jahr 1710
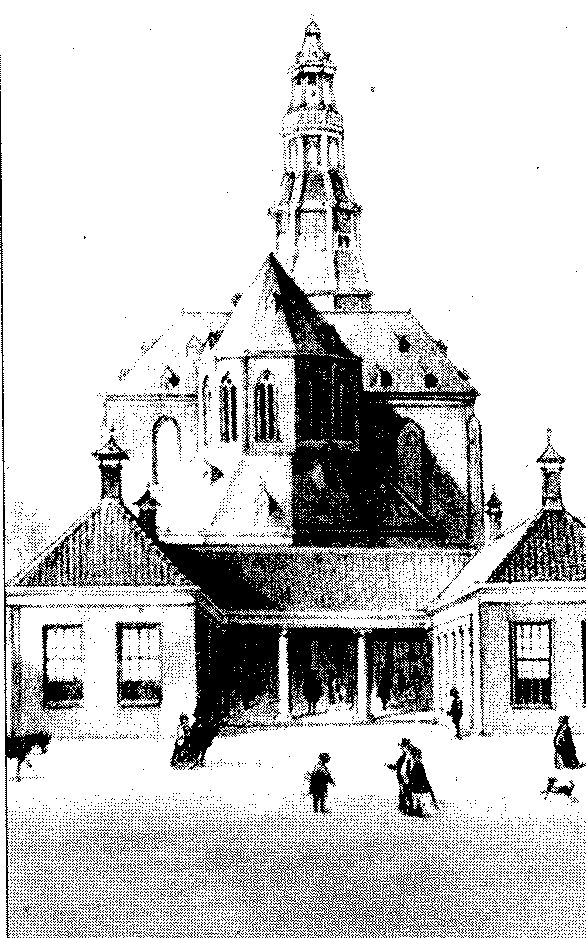
Der Aa-kerk vom Fischmarkt aus gesehen, mit dem Vorgänger der heutigen Korenbeurs (Kornbörse, vor 1880)
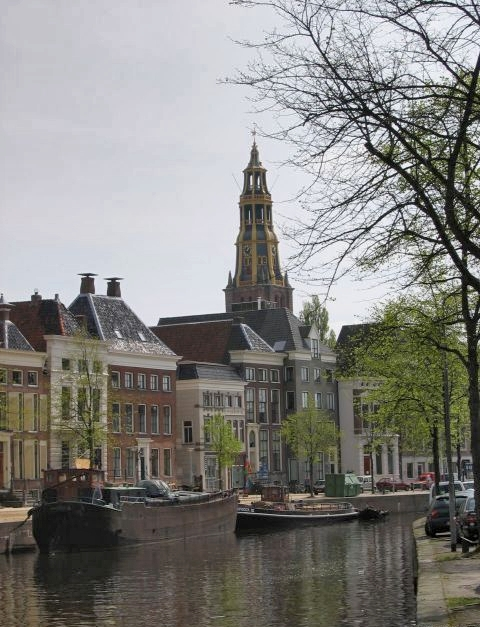
Der Aa-kerk-Turm, von der Lage der A aus gesehen (2004)
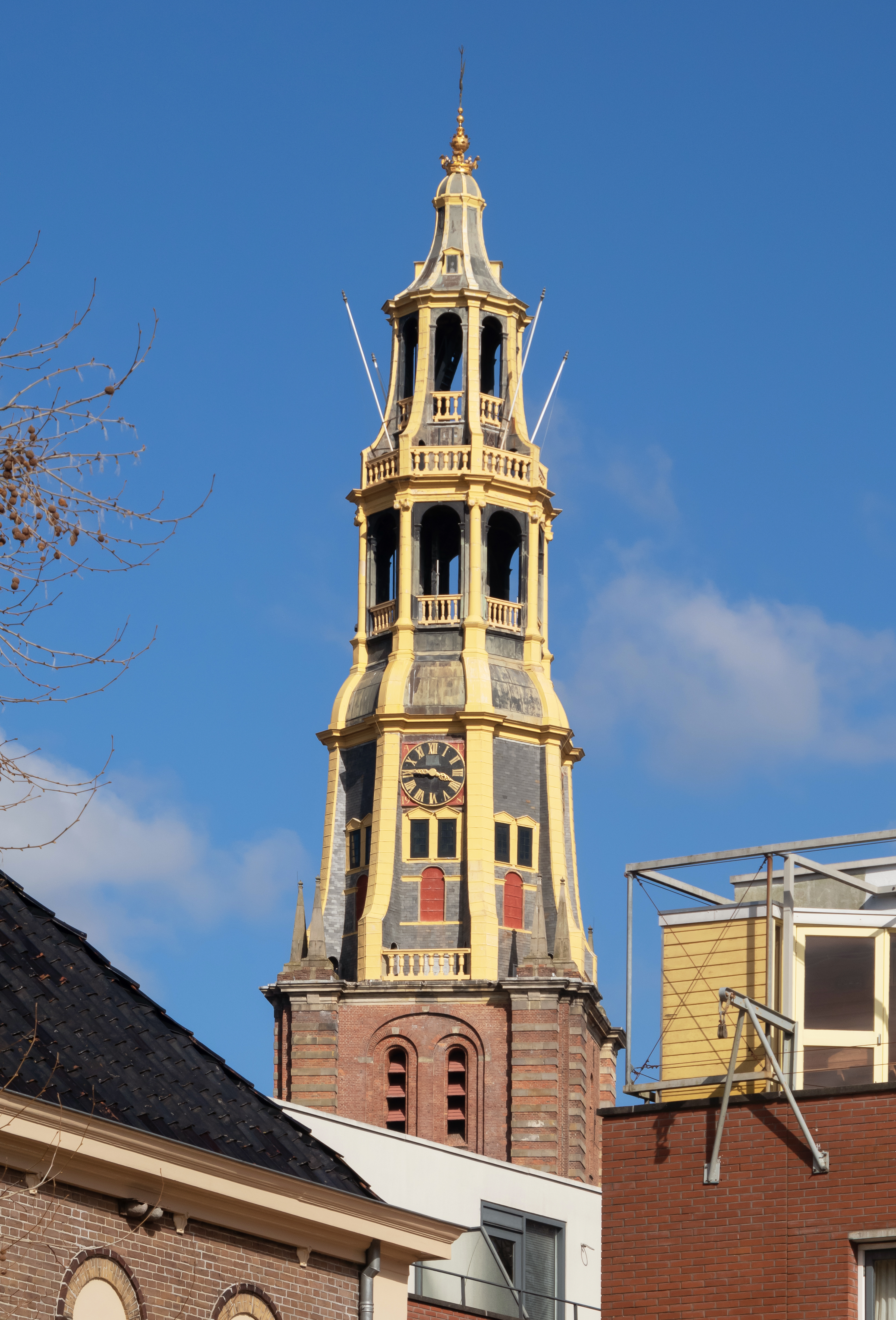
Kirchturm (der Aa-kerk)
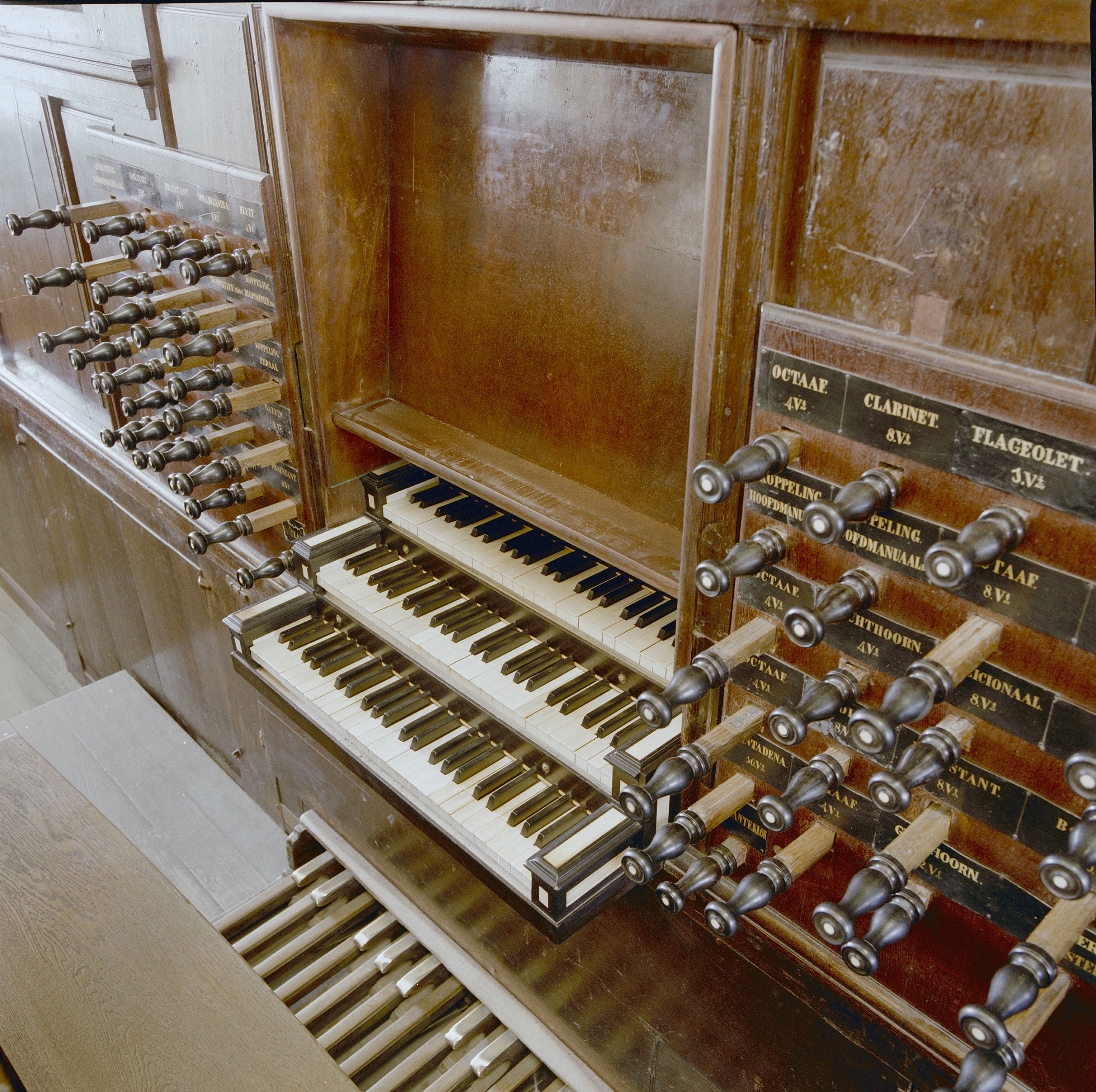
Klaviatur Schnitgerorgel
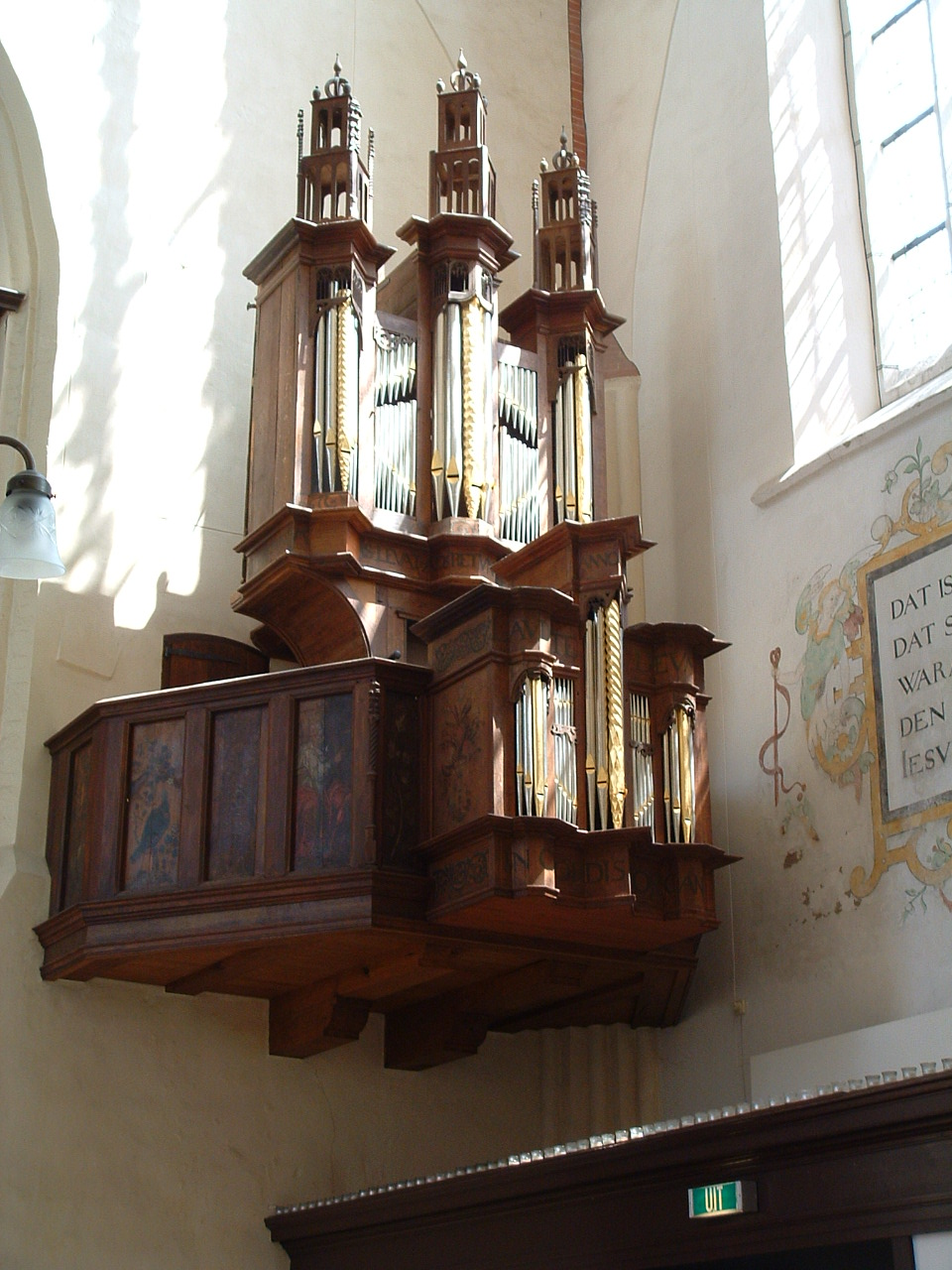
Bolswardorgel
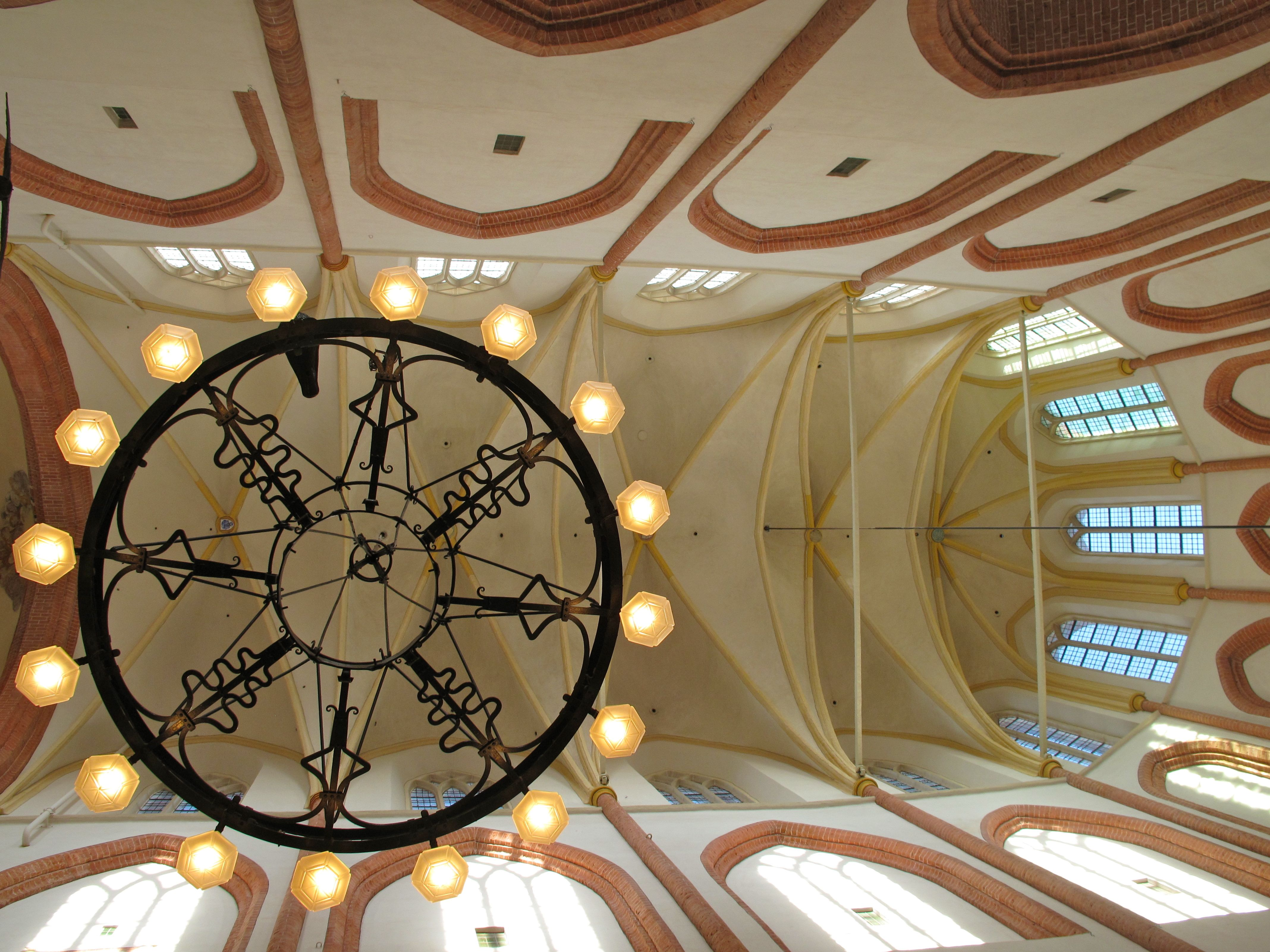
Der Blick nach oben
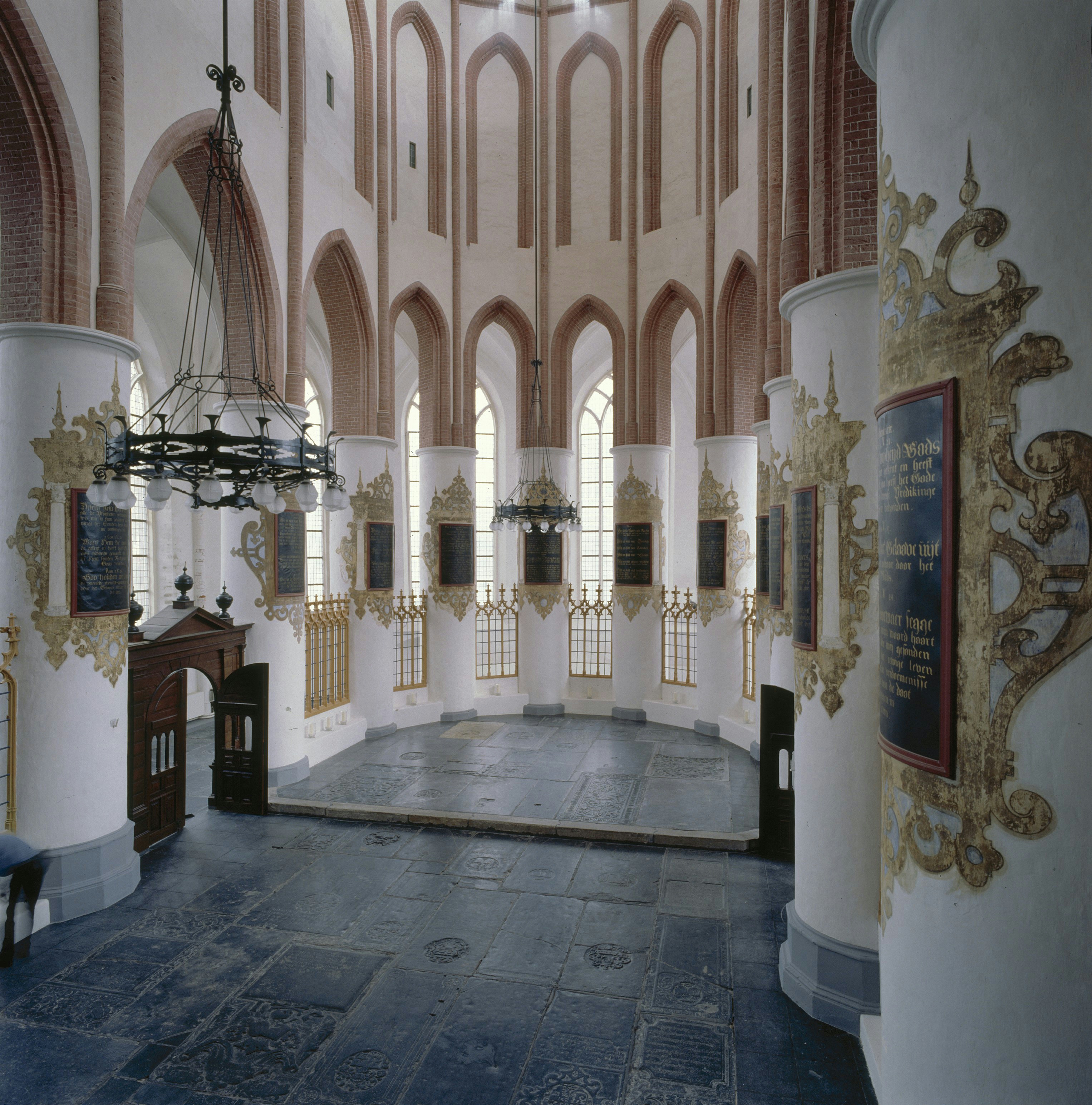
Übersicht Chor
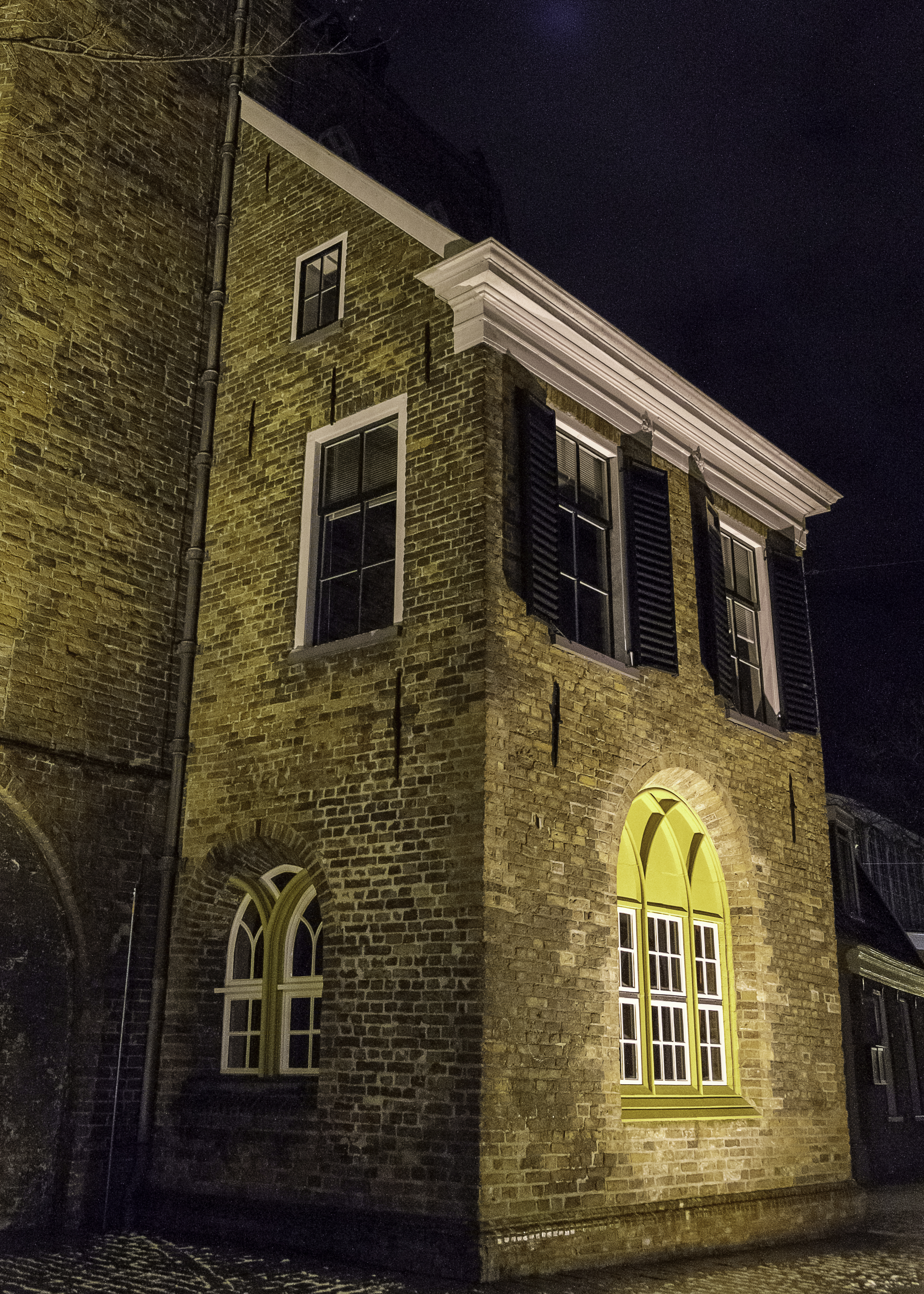
Der Aa-kerk-Sakristei, erbaut nach 1351, wahrscheinlich im 15. Jahrhundert

## Anekdoten
- Auf Wunsch der Groninger Bachkommission verfasste der Schriftsteller Belcampo im Jahr 1985 seine Version des Einsturzes des Turms der Der Aa-kerk im Jahre 1710. Laut der Geschichte Bach in Groningen verursachte der junge Johann Sebastian Bach den Einsturz des Turms, als er heimlich auf der Schnitgerorgel spielte. Er spielte ununterbrochen immer weiter und weiter, bis durch diese musikalische Gewalt der Turm letztendlich einstürzte.[3]
- In der Der Aa-kerk finden seit vielen Jahren die World-Press-Photo-Ausstellungen statt.
- Seit 2009 wird die Der Aa-kerk jedes Jahr im Juni während De Nacht van Kunst & Wetenschap umgetauft in eine „Kirche der Wissenschaft“. Die Kirche wird dann gefüllt mit Wissenschaft und Kunst von Science LinX, einer Abteilung der Fakultät für Mathematik und Naturwissenschaften der Reichsuniversität Groningen, die das Ziel hat, die Exakten Wissenschaften und die Technik populärer zu machen und Jugendliche für diese Themenfelder zu interessieren.